# 埃米尔-奥古斯特·沙尔捷
阿兰（Alain，1868年3月3日—1951年6月2日），原名埃米尔-奥古斯特·沙尔捷（Émile-Auguste Chartier），法国哲学家，他是忠实的人道主义者。他告诫人们警惕潜伏在社会中的专制主义；拥护个人权力与自由；认为具备激情和道德责任感的真诚之人，才会厌恶战争等。在教育领域中他提倡文艺的作用，并主张提高人们的艺术修养与创造力。
主要著作为：《论美学》、《论幸福》、《论教育》、《论文学》、《论政治》、《论经济》、《诸神》（1947年）。

## 另見
- 激進黨